# 安大略卫健联盟
安大略省卫生健康联盟（ OHC ）是加拿大安大略省的一个观察者组织，倡导由公有资源资助的卫生保健。该组织撰写和发布有关医疗保健提供问题和反对医疗保健私有化的研究报告。OHC由400多个基层社区组织组成的倡议网络构成，这些组织代表了该省几乎所有地区，通过集会和游说游说以实现其目标。
OHC支持保留加拿大的医疗保险制度和全民公共医疗的总体目标和政策。
2018 年 1 月，OHC发布报告称，由于政府所给的资金不足，安省的多个医院的运作超出其承载容量，导致传染病的感染率上升和医疗照护的等待时间增加。  
2017年，OHC在全省举行了一系列14次公开听证会，以收集关于起诉医院不当护理的证词。 2017年初，OHC组织了一次跨省的游行，反对小型营利性医疗机构（如诊所）进行核磁共振检查（MRI），以及白内障手术等其他小型外科手术，认为支持这种私有化形式会破坏公共卫生保健系统。
OHC拥有400多个成员组织，以及一个由地方卫生联盟和个人成员组成的网络。
安大略省卫生联盟合作于加拿大卫生健康联盟，为其以社区为基础的卫生联盟提供省级协调。